# The Last Picture Show
The Last Picture Show is een Amerikaanse dramafilm uit 1971 onder regie van Peter Bogdanovich. Het scenario is gebaseerd op de gelijknamige roman uit 1966 van de Amerikaanse auteur Larry McMurtry.
De film werd genomineerd voor acht Oscars. Daarvan won het de prijs voor Beste mannelijke bijrol en Beste vrouwelijke bijrol. De film won daarnaast verschillende andere filmprijzen, waaronder drie BAFTA's  en een Golden Globe.

## Verhaal
Sonny is een scholier die in een gehucht in Texas woont. Hij bezoekt daar vaak de poolzaal, de bioscoop en het café die allemaal gerund worden door een oudere man die de bijnaam Sam the Lion heeft. Sonny hangt dan veel rond met Billy, een stomme jongen die voor Sam werkt, Sonny's beste vriend Duane en diens vriendin Jacy, waar hij eigenlijk een oogje op heeft. Zelf zit Sonny in een relatie met Carlene maar hij voelt niks voor haar en al vrij vroeg in de film dumpt hij haar dan ook.
Tijdens de gymles wordt Sonny er door zijn gymleraar op uit gestuurd om diens vrouw, Ruth, naar de dokter te brengen. Wanneer ze terugkomen van de dokter probeert Ruth ineens Sonny te kussen. Eerst loopt Sonny gechoqueerd en verward weg maar later probeert hij toch contact met haar op te nemen en beginnen ze een affaire. Jacy krijgt tegelijkertijd contact met een groep rijke tieners die nudistenfeestjes geven in het zwembad van Bobby Sheen. Tijdens dit feestje wordt ze verliefd op Bobby, die haar op afstand houdt omdat ze nog maagd is. Sonny en Duane besluiten dan voor het weekend naar Mexico te gaan.
Wanneer ze terugkomen komen ze erachter dat Sam toen ze weg waren overleden is en Sonny de poolzaal achtergelaten heeft. Jacy, in haar gerichtheid op Bobby, spreekt af met Duane in een hotel om zich te laten ontmaagden maar daar lukt het Duane niet om opgewonden te raken, waardoor Jacy teleurgesteld vertrekt. Later hoort ze dat Bobby is weggelopen met zijn vriendin Annie om te gaan trouwen. Nog steeds ervan overtuigd dat ze haar maagdelijkheid moet verliezen, besluit ze seks te hebben met de minnaar van haar moeder. Daar heeft ze later spijt van. Ze hoort van iemand dat Sonny vroeger een oogje op haar had en besluit hem te versieren. Hierdoor krijgt Sonny ruzie met Duane, die hem met een fles neerslaat.
Jacy weet Sonny ervan te overtuigen dat ze moeten weglopen en gaan trouwen. Dit doen ze, maar net voordat ze bij de kerk zijn, worden ze aangehouden door de politie die in opdracht van Jacy's vader gestuurd is; haar ouders nemen haar weer mee naar huis. Aan het einde van de film hebben Sonny en Duane het weer bijgelegd en besluiten ze naar de laatste film te gaan voordat de bioscoop voorgoed sluit. Duane gaat vervolgens het leger in terwijl Sonny achterblijft om op de poolzaal te passen. Plots hoort Sonny een klap en gaat hij naar buiten waar hij ziet dat Billy bij een aanrijding is overleden. Omdat hij niemand meer heeft in het dorp rijdt hij in paniek naar Ruth toe, die enorm boos wordt bij zijn aankomst en haar woede op hem koelt, maar uiteindelijk weet ze hem toch te vergeven.

## Rolverdeling
| Acteur            | Personage       |
| ----------------- | --------------- |
| Timothy Bottoms   | Sonny Crawford  |
| Jeff Bridges      | Duane Jackson   |
| Cybill Shepherd   | Jacy Farrow     |
| Ben Johnson       | Sam the Lion    |
| Cloris Leachman   | Ruth Popper     |
| Ellen Burstyn     | Lois Farrow     |
| Eileen Brennan    | Genevieve       |
| Clu Gulager       | Abilene         |
| Sam Bottoms       | Billy           |
| Sharon Ullrick    | Charlene Duggs  |
| Randy Quaid       | Lester Marlow   |
| Joe Heathcock     | Sheriff         |
| Bill Thurman      | Coach Popper    |
| Barc Doyle        | Joe Bob Blanton |
| Jessie Lee Fulton | Juffrouw Mosey  |